# Тельнята
Тельня́та (рос. Тельнята) — присілок у складі Даровського району Кіровської області, Росія. Входить до складу Вонданського сільського поселення.
Населення становить 26 осіб (2010, 41 у 2002).
Національний склад станом на 2002 рік — росіяни 100 %.